# Kernholz

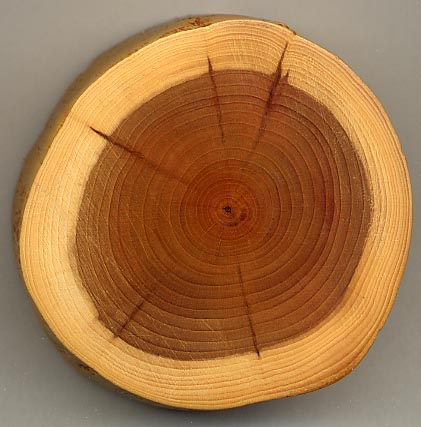
Querschnitt durch einen Eiben-Stamm (das dunkle Kernholz ist farblich deutlich vom hellen Splintholz abgesetzt)

Kernholz (je nach Kontext auch Farbkern) bezeichnet bei zahlreichen Baumarten im Stammquerschnitt die physiologisch nicht mehr aktive, oft dunkle, innere Zone, die sich deutlich vom äußeren, hellen Splintholz unterscheiden kann. Es entsteht durch sekundäre Stoffwechselvorgänge des absterbenden Parenchym im inneren Splintholz.
Kernholz, das sich farblich nicht vom Splint absetzt, heißt Reifholz.

## Echtes Kernholz

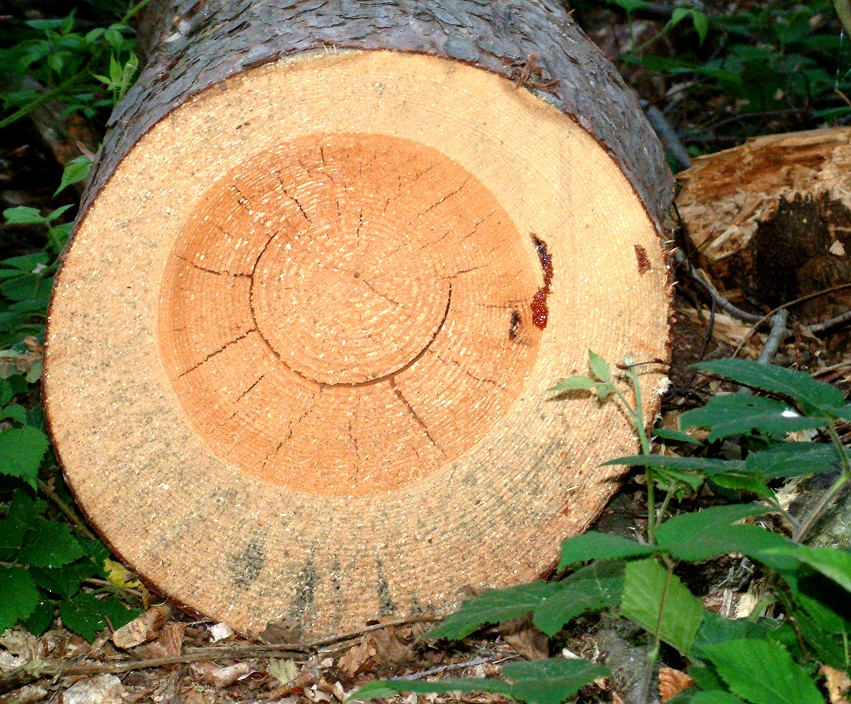
Querschnitt durch einen Kiefernstamm mit Kernholz

Echtes Kernholz enthält überwiegend farbige, meist phenolische Inhaltsstoffe (Kernstoffe), welche die Zellwände imprägnieren und in der Regel die Dauerhaftigkeit des Holzes erhöhen. Der Baum unterbricht außerdem die Verbindungen zwischen den Zellen durch Verschluss der Hoftüpfel (Nadelholz) oder durch Verthyllung der Gefäße (Laubholz), so dass kein kapillarer Austausch mehr möglich ist. Kernholz ist totes Holz (siehe auch Verkernung). Reifholz ist ebenfalls Kernholz, hebt sich aber farblich nicht vom Splintholz ab. Die früher gebräuchliche Unterscheidung in Kern- und Reifholz ist veraltet. Podocarpus bildet z. B. ein helles, aber dauerhaftes Reifholz (= Kernholz), während die Fichte ein wenig dauerhaftes Reifholz bildet. Man spricht heute von obligatorischen und fakultativen Verkernern. Obligatorische Verkerner bilden echtes Kernholz, während fakultative Verkerner einen Falschkern ausbilden können.

## Falschkern

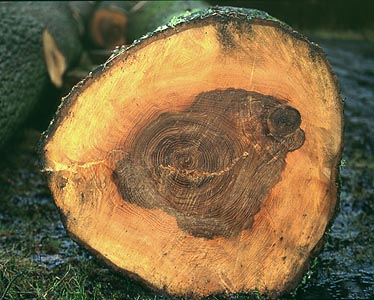
Eschenstamm mit fakultativer Verkernung (Falschkern)

Zahlreiche Baumarten verkernen fakultativ und bilden durch äußere Einflüsse (meist Verletzungen) einen sogenannten Falschkern. Dieser weist jedoch keine erhöhte Dauerhaftigkeit auf und zeichnet sich durch seine farblich oft wenig homogene Struktur aus. Die gebildeten Kernstoffe befinden sich lediglich in den Zelllumen, eine Imprägnierung der Zellwände unterbleibt. Bei der Holznutzung gilt der Falschkern meist als optischer Holzfehler und daher als wertmindernd. Er beeinträchtigt die Festigkeit des Holzes aber nicht.

## Beispiele
obligatorische Verkerner (echte Kernholzbäume).

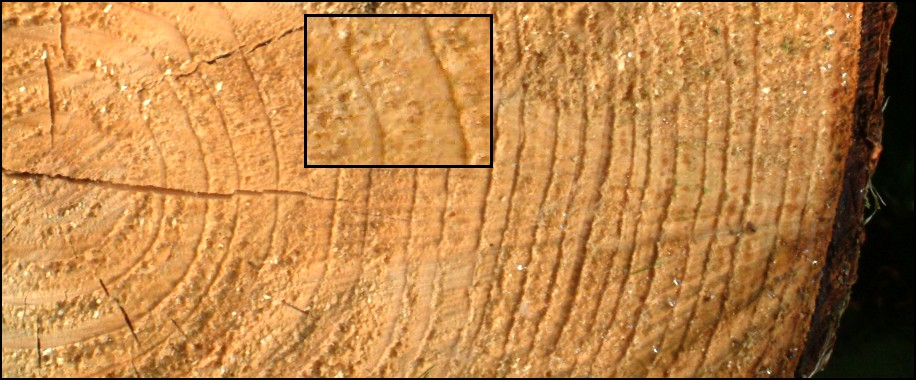
Querschnitt durch einen Fichtenstamm mit Reifholz (helles Kernholz)

- Die Kiefer (Pinus spp.) ist ein echter Kernholzbaum. Der Kern (rötlich) des Kiefernholzes unterscheidet sich deutlich vom Splint (weiß-gelblich). Bei Kiefernmasten wird das Splintholz mit Holzschutzmitteln geschützt.
- Die Eiche (Quercus spp.) ist ein Kernholzbaum, bei dem der Splint im Außenbau nicht unbehandelt verwendet werden darf, da dieser nicht dauerhaft ist.
- Das sehr harte und teure Ebenholz hat einen tiefschwarzen Kern und einen hellen Splint.
- Podocarpus, die Steineibe, bildet ein helles, aber dauerhaftes Kernholz (Reifholz)
- Fichten (Picea spp.) bilden helles, wenig dauerhaftes Kernholz (Reifholz)
- Die Edelkastanie (Castanea sativa) bildet ebenfalls ein relativ dauerhaftes Kernholz.
- Die Douglasie (Pseudotsuga menziesii) und die Robinie (Robinia pseudoacacia) bilden beide Kerne aus.
- Die Lärche (Larix)
- Der Teakbaum (Tectona grandis)
- Palisander (Dalbergia)
- Mahagoni (Meliaceae)
- Die Europäische Eibe (Taxus baccata)
- Die Echte Walnuss (Juglans regia)
- Die Ulme (Ulmus)

fakultative Verkerner (können Falschkern bilden):
- Das Kernholz der Vogel-Kirsche (Prunus avium) ist kein echtes Kernholz, sondern ein Falschkern. Es ist wenig dauerhaft. Da der Farbunterschied zwischen Kernholz (rot) und Splintholz (weiß) sehr intensiv ist, wird hier für hochwertige Ausstattungshölzer der Splint weggeschnitten.
- Die Esche (Fraxinus excelsior) bildet oft einen olivfarbenen Kern („Olivesche“).
- Die Buche (Fagus sylvatica) bildet im Alter einen oft wolkigen Rotkern, der früher vollkommen unerwünscht war, heute jedoch z. T. im Möbelbau als Kernbuche Verwendung findet.

## Kernholzreagens

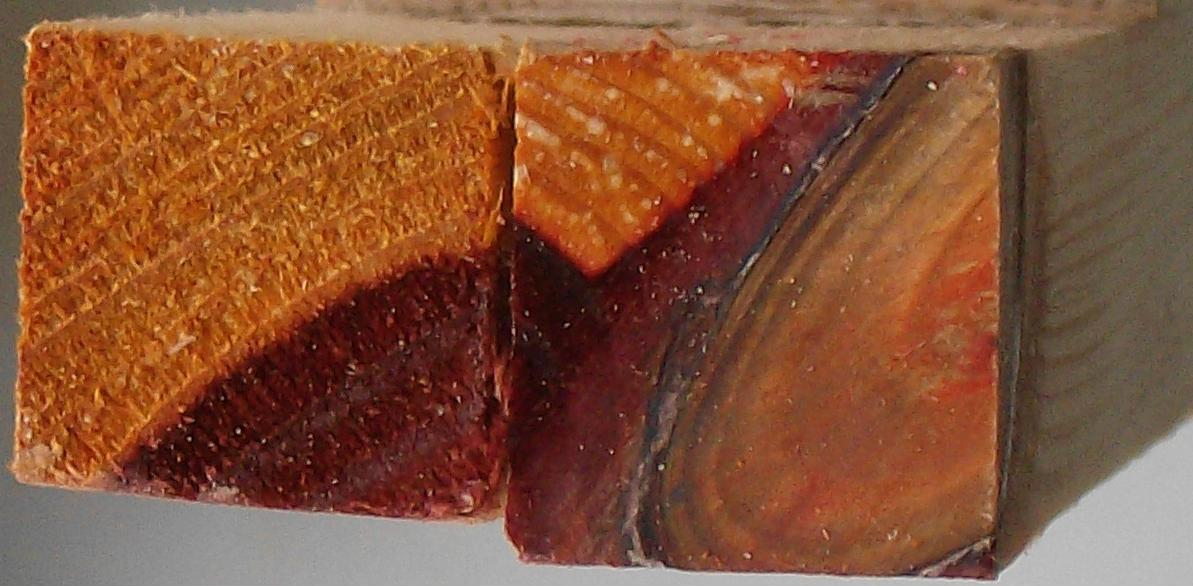
Anschnitt Kiefernholz, mit Kernholzreagens versetzt. Holzstab mit Ast: hohe Gehalte an Tanninen im Astbereich

Aufgrund der im Kernholz einiger Baumarten vorhandenen aromatischen Strukturen, der sogenannten Tannine/Gerbstoffe, ist ein Unterscheidungsmerkmal gegenüber dem Splintholz gegeben. Das kann zur direkten visuellen Unterscheidbarkeit führen oder aber ausgenutzt werden, indem man eine Kupplung mit Diazoniumsalzen zu farbigen Produkten durchführt. Das „klassische“ Reagens zum Nachweis von Kiefernkernholz bereitet man aus 2 Komponenten, den Lösungen A und B.
- Lösung A wird hergestellt, indem man 5 g 25 % HCl vorlegt, das aus 25 ml 37 % HCl und 12 ml H2O bereitet wird. Dann wird 1 g Benzidin (Vorsicht karzinogen!) dazugegeben, mit 200 ml H2O aufgefüllt und homogenisiert.

--- An Stelle von Benzidin sollte besser die Sulfanilsäure (Xi - reizend) verwendet werden, wobei nur eine leichte Orangefärbung erzielt wird ---
- Lösung B wird hergestellt, indem man 20 g Natriumnitrit (NaNO2) mit H2O löst und auf 200 ml auffüllt.

Direkt vor dem Einsatz werden gleiche Teile der beiden Lösungen gemischt. Nach dem Auftragen auf die Hirnholzflächen zeichnet sich das Kernholz nach kurzer Zeit durch eine tiefrote Färbung ab.